# Sosias-Schale

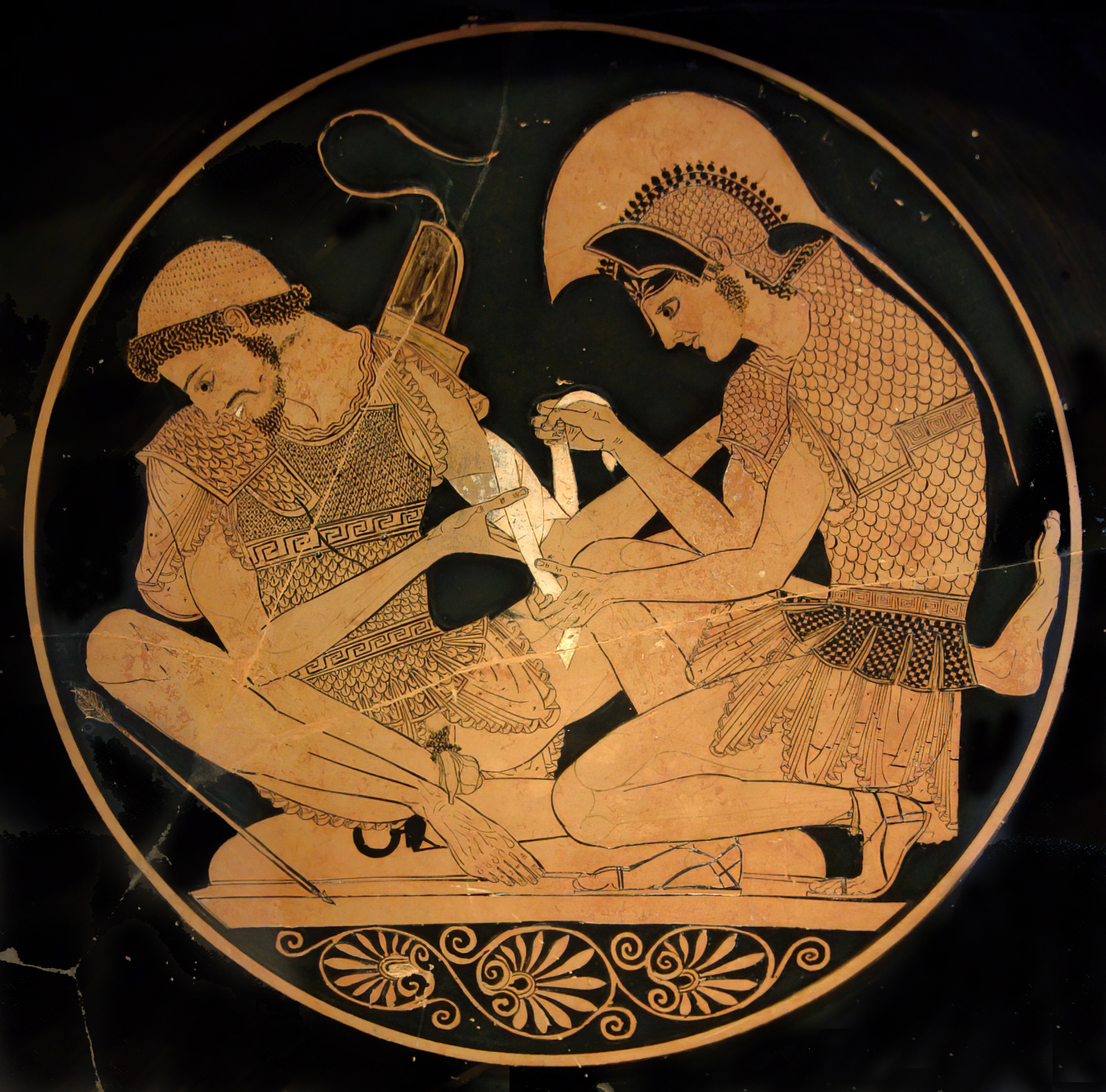
Tondo der Schale

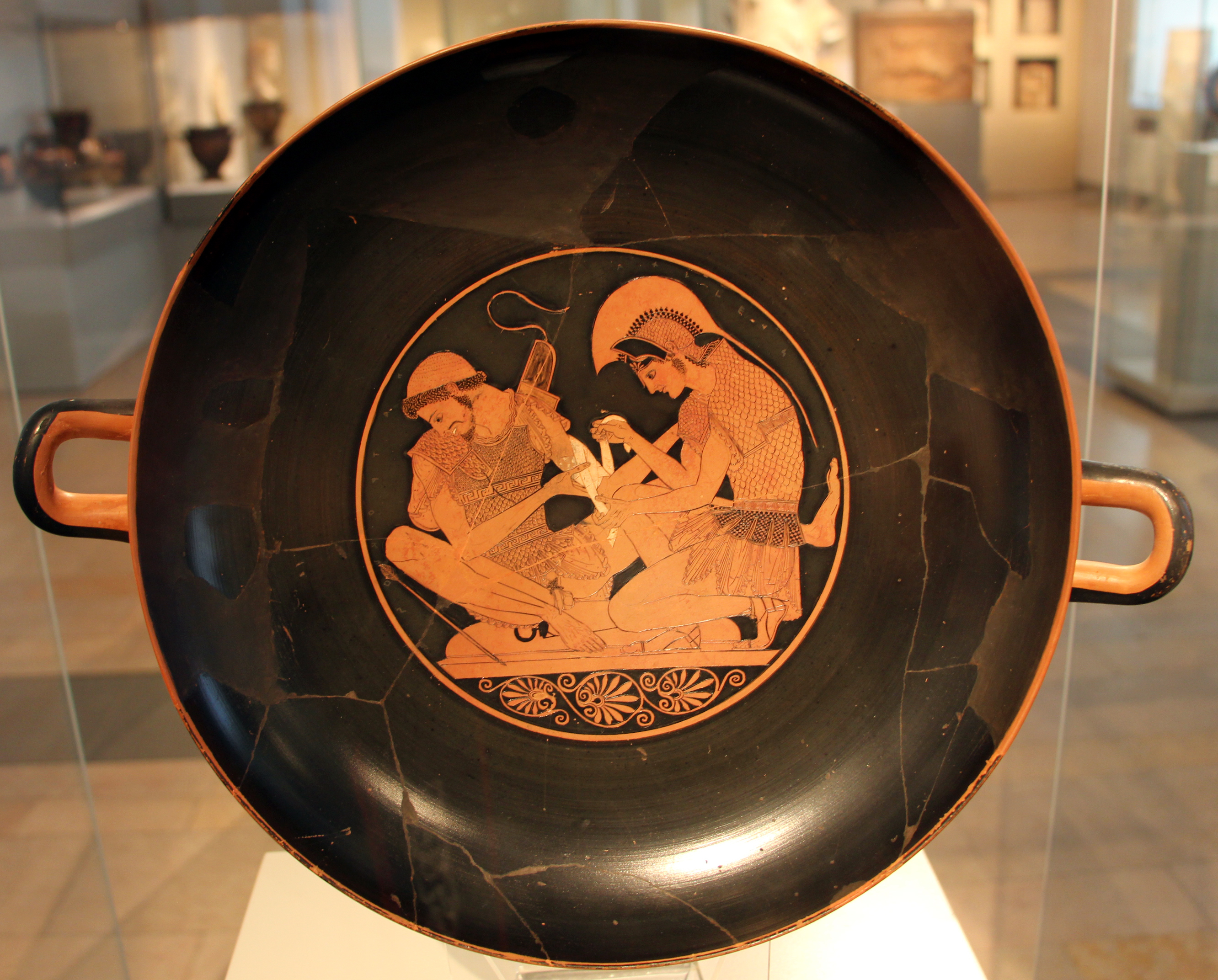
Die komplette Schale – Innenseite

Die Sosias-Schale, eine Kylix (Trinkschale) des Töpfers Sosias, gehört zu den bedeutendsten Stücken der Sammlung antiker Keramik der Antikensammlung in Berlin. Das Werk der attisch-rotfigurigen Vasenmalerei gehört in die Pionierzeit dieses Stils und wird um das Jahr 500 v. Chr. datiert.
Die Trinkschale ist vor allem wegen ihres Innenbildes (Tondo) bekannt. Es zeigt eine Szene, die in der heute erhaltenen antiken Literatur nicht überliefert ist: der größte Held der Griechen im Trojanischen Krieg, Achilleus (rechts), verbindet seinem durch einen Pfeil verletzten Freund Patroklos (links) den Arm. Die Identifizierung der Figuren ist zweifelsfrei durch Beischriften (ΠΑΤΡΟΚΛΟΣ bzw. ΑΧΙΛΛΕΥΣ) gesichert. Die Zeichnung ist äußerst detailliert und zeigt auf subtile Weise neben der eigentlichen Handlung auch mehrere Anspielungen auf die weitere Zukunft beider Helden. Die Schale ist zehn Zentimeter hoch und hat einen Durchmesser von 32 Zentimetern, der Innenbilddurchmesser beträgt 18 Zentimeter.
Patroklos wendet sich unter Schmerzen von seinem Freund und Helfer ab. Durch die weiße Farbe der Zähne wird angedeutet, dass er vor Schmerzen die Zähne zusammenbeißt. Ebenfalls mit weißer Farbe ist die Binde hervorgehoben, mit der Achilleus Patroklos’ linken Arm verbindet. Sie ist dadurch und durch ihre zentrale Positionierung der Blickfang des Bildes. Der Aspekt von Freundschaft und Nächstenliebe rückt somit trotz des gezeigten Leides und der Unheil verheißenden Zeichen in den Mittelpunkt. Beide Helden scheinen direkt aus der Schlacht zu kommen. Achilleus ist noch in voller Montur, seinen Helm hat er bislang noch nicht abgenommen. Patroklos hingegen fehlt der Helm, er hat nur die schützende Kappe, die den metallenen Helm abpolstern sollte, auf dem Kopf. Die Schulterklappen des Panzers sind geöffnet, in diesem Zustand würde ein Krieger nie in eine Schlacht ziehen. Außerdem sitzt er breitbeinig auf seinem Schild, so dass dabei der Blick auf sein Geschlecht frei ist, wodurch zusätzlich die Schutzlosigkeit und Verwundbarkeit des Patroklos angedeutet wird. Anders als Achilleus, der eindeutig als der jüngere der Freunde identifizierbar ist, trägt Patroklos einen kurzen Bart.
Die Gestaltung mit dem freiliegenden Geschlecht gehört wie mehrere andere Elemente zu den Anspielungen auf das weitere Schicksal der beiden Kämpfer. Es ist diese empfindliche Stelle, an der später der trojanische Kämpfer Hektor Patroklos tödlich treffen wird. Eine weitere Anspielung auf diesen Kampf wird durch den Schild gegeben. Das nicht vollständig zu erkennende Schildzeichen ist der große Ringhenkel eines Dreifußkessels. Es ist ein Sinnbild für Apollon, den Orakelgott von Delphi, der Achilleus in einer Weissagung davor warnte, in den Kampf einzugreifen. Auch der Pfeil an der linken Seite neben Patroklos und dem Schild deutet Achilleus’ Ende durch den Pfeilschuss in die Achillesferse durch Paris an. Auffällig ist der Gegensatz zwischen der eigentlich eher harmlosen Verletzung und den Anspielungen auf das spätere Schicksal.
Einmalig in der Vasenmalerei ist die Gestaltung der Augen der beiden Figuren. Anders als üblich werden sie nicht frontal, auch nicht in der in späterer Zeit gewöhnlichen seitlichen Form, gezeigt, wenngleich sie etwas zu groß sind. Damit sind sie für antike Vasenbilder ungewöhnlich natürlich gezeigt. Die Augen auf der Außenseite sind in der üblichen Form dargestellt.

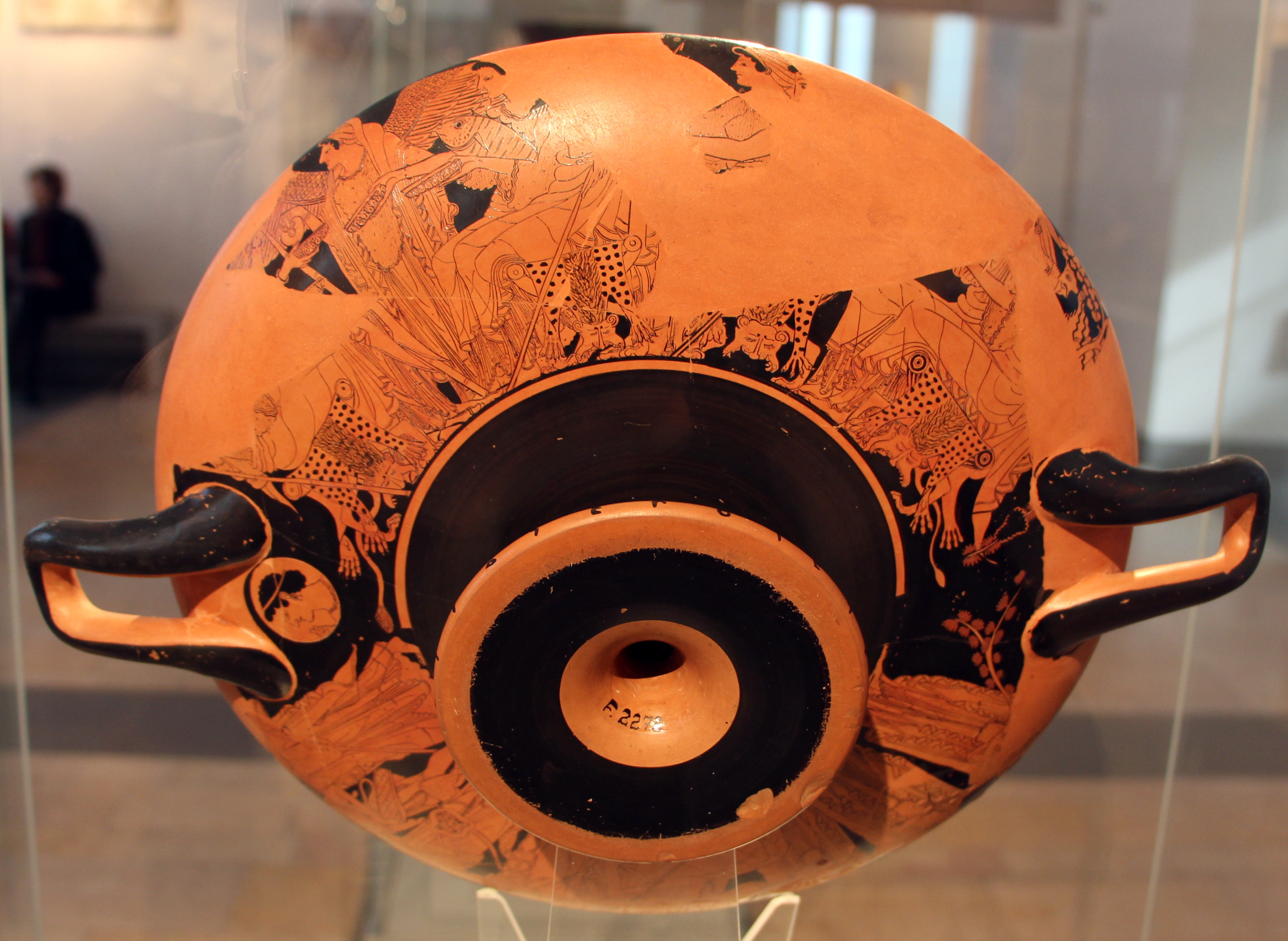
Außenseite

Die Außenseite zeigt in einem umlaufenden Fries eine Begebenheit aus dem Leben der Götter, die Einführung des Halbgottes Herakles durch seine Halbgeschwister Hermes, Apollon und Athene. Die übrigen Götter sind um Zeus und Hera versammelt und mit Opferhandlungen beschäftigt: aus reich verzierten Opferschalen werden Trankspenden auf den Boden geschüttet. Sie scheinen von der Ankunft des neuen Gottes kaum Notiz zu nehmen. Auch auf der Außenseite sind die Figuren durch Beischriften identifizierbar [mit Ergänzungen]: ΑΦ[ΡΟΔΙΤΗ] (Aphrodite) und ΑΡ[ΗΣ] (Ares) auf der einen, ΟΡΑΙ (Horai), ΕΣΤΙΑ (Hestia), ΑΜΦΙΤΡΙΤΗ (Amphitrite), ΕΡΜΗΣ (Hermes), ΑΡΤΕΜΙΣ (Artemis) auf der anderen Hälfte, sowie Η[ΒΗ?] (Hebe?). Zwischen zwei der Figuren gibt es eine einfache Kalos-Inschrift ΚΑΛΟΣ. Neben Herakles befindet sich die Beischrift ΖΕΥΦΙΛΗ (Zeu phile, „Geliebter Zeus“) für einen Ausruf des Herakles.
Es ist unklar, ob Innen- und Außenseite in einem thematischen Zusammenhang stehen. Zum einen wird angesprochen, dass beide Bilder indirekt mit dem Tod zu tun haben und somit die spätere Verwendung der Schale als Grabbeigabe thematisch verstärkt. Andererseits wird beim Innenbild ein homoerotischer Hintergrund vermutet, was eine Anspielung auf die Nutzung bei den attischen Symposien ist, bei denen homoerotische Begebenheiten zu dieser Zeit den Konventionen entsprochen haben dürften.
Gefunden wurde die Kylix 1828 vom Ausgräber Melchiade Fossati in der Nekropole von Camposcala in Vulci und gehört damit zur großen Zahl der nach Etrurien exportierten attischen Keramik. Über den Maler Eduard Magnus kam das Stück 1829 nach Berlin in die Sammlung Wilhelm Dorow. 1831 wurde sie mit mehreren hundert anderen Vasen für die Berliner Sammlung erworben.
Am Fuß der Schale ist die Signatur des Töpfers Sosias erhalten: ΣΩΣΙΑΣ ΕΠΟΙΗΣΕΝ (Sosias epoiesen, Sosias hat [es] gemacht). Der Name des Malers ist nicht überliefert. Möglicherweise sind Maler und Töpfer identisch. Deshalb hat John D. Beazley dem Maler von dieser Schale ausgehend, die somit die Namenvase ist, den Notnamen Sosias-Maler gegeben. Diese Zuschreibung wird von der Forschung weitgehend übernommen, andere Zuschreibungen, etwa von Martha Ohly-Dumm an Euthymides oder von Martin Robertson an den Kleophrades-Maler konnten sich nicht durchsetzen.